# スー・チー in ヴィジブル・シークレット
『スー・チー in ヴィジブル・シークレット』（原題：幽霊人間）は、2001年の香港の映画作品。日本では劇場未公開でVHS&DVD発売された。

## キャスト
※括弧内は日本語吹替
- ジュネ/ウォン・シュカム - スー・チー（雨蘭咲木子）
- ピーター - イーソン・チャン（田中一成）
- サイモン - サム・リー（矢部雅史）
- ピーターの父親 - ジェームズ・ウォン（田中和実）
- チュンの母親 - クララ・ウェイ
- お坊さん - トニー・リュウ（西凜太朗）
- ピーターの兄 - ウェイン・ライ
- 地下鉄の霊 - ジョー・コク
- 借金取り - アンソニー・ウォン